# Mirsad Bešlija
Mirsad Bešlija (Živinice, Bosnia Herzegovina, 6 de julio de 1979), exfutbolista bosnio. Su puesto era volante y su último equipo antes de retirarse en enero de 2013 fue el FK Željezničar Sarajevo de la liga de Bosnia Herzegovina.

## Selección nacional
Ha sido internacional con la Selección de fútbol de Bosnia y Herzegovina, ha jugado 37 partidos internacionales y ha anotado 4 goles.

## Clubes
| Club                    | País               | Año       |
| ----------------------- | ------------------ | --------- |
| FK Željezničar Sarajevo | Bosnia Herzegovina | 2000-2001 |
| Racing Genk             | Bélgica            | 2001-2006 |
| Heart of Midlothian FC  | Escocia            | 2006-2007 |
| K. Sint-Truidense V.V.  | Bélgica            | 2007-2008 |
| Heart of Midlothian FC  | Escocia            | 2008      |
| FK Željezničar Sarajevo | Bosnia Herzegovina | 2009-2013 |

## Palmarés

### Campeonatos nacionales
| Título                       | Club                    | País               | Año  |
| ---------------------------- | ----------------------- | ------------------ | ---- |
| Premijer Liga                | FK Željezničar Sarajevo | Bosnia Herzegovina | 2001 |
| Copa de Bosnia y Herzegovina | FK Željezničar Sarajevo | Bosnia Herzegovina | 2001 |
| Primera División de Bélgica  | Racing Genk             | Bélgica            | 2002 |
| Premijer Liga                | FK Željezničar Sarajevo | Bosnia Herzegovina | 2010 |
| Copa de Bosnia y Herzegovina | FK Željezničar Sarajevo | Bosnia Herzegovina | 2011 |